# Aeródromo de Arauzo
El aeródromo de Arauzo fue un aeródromo de carácter militar que existió en la provincia de Salamanca. Fue creado durante la Guerra Civil Española por el bando sublevado y su periodo de utilización quedó restringido a la duración del conflicto, siendo abandonado una vez finalizó el mismo.

## Localización
El campo de vuelo se ubicaba en la finca de Arauzo, junto al caserío de la alquería existente en la misma, en la zona Noroeste del término municipal de Nava de Sotrobal, a corta distancia al Sur de la carretera de Villacastín a Vigo (actual Carretera N-501) y del Río Almar.
Las coordenadas geográficas aproximadas al centro de los terrenos que ocupó son las siguientes:
| Aeródromo de Arauzo Coordenadas geográficas de localización (datum ETRS89) |                     |
| UTM, huso 30 N                                                             | Coordenadas polares |
| X: 305872 m                                                                | 40º 54’ 14,86’’ N   |
| Y: 4530673 m                                                               | 5º 18' 17,40’’ W    |
| Altura sobre el nivel del mar:                                             | 855 m               |

## Instalaciones y accesos
Solamente contó con una explanada sin ningún tipo de pavimentación que era utilizada como pista, así como varios barracones donde estaban instalados los distintos servicios del aeródromo. Estaba unido con la Carretera Villacastín-Vigo por medio de un camino de 1300 metros de longitud que partía del punto kilométrico 177,700 de la primera vía.

## Historia
Su actividad se inició a finales del verano de 1936. En octubre se establecen en el mismo varias escuadrillas de Junkers Ju-52 del grupo K/88 de la Legión Cóndor que participan en las operaciones que el bando sublevado lleva a cabo contra Madrid. Al igual que ocurrió con el aeródromo de San Fernando, con la llegada del otoño se revelaron las malas condiciones que presentaba el suelo en época lluviosa, por lo que la mayor parte de las actividades que se desarrollaban en el mismo fueron transferidas poco después al aeródromo de Matacán. Durante la contienda, fue bombardeado en dos ocasiones por la Aviación Republicana, la primera en la mañana del 30 de noviembre de 1936 y la segunda al día siguiente. Finalizada la guerra, el aeródromo fue clausurado y los terrenos que ocupó fueron devueltos a su anterior propietario.